# Wikicitat
Wikicitat je Wikipedijina podružnica. Temelji se na MediaWiki programskoj podršci. Dio je obitelji na wikiju objedinjenih u zakladi Wikimedija.

## Povijest
Zamisao potječe od Daniela Alstona. Izvršio je i razradio Brion Vibber. Svrha je projekta proizvesti skup citata znamenitih osoba, književnih djela i poslovica, i pružiti o njima što više podrobnosti. 
Projekt je izvorno stvoren na engleskome jeziku, ali je od srpnja 2004. broj jezika povećan do 26 aktivnih jezičnih Wikicitata u siječnju 2005., odnosno 34 do druge polovine 2005.
Do 21. kolovoza 2006. sedam manjih projekata sadrži više od 2000 članaka. Najveći je Wikicitat engleski, sam s više od 7800 članaka. Slijede ga njemački, poljski, talijanski, portugalski i bugarski projekti.

## Kronologija
- 27. lipnja 2003. – Privremeno postavljen na Wolof izdanje Wikipedije: wo.wikipedia.com
- 10. srpnja 2003. – Vlastita poddomena: quote.wikipedia.org
- 25. kolovoza 2003. – Vlastita domena: wikiquote.org
- 17. srpnja 2004. – Dodani novi jezici
- 13. studenoga 2004. – Englesko izdanje dostiže 2000 stranica.
- studeni 2004. – 24 jezika
- ožujak 2005. – Wikicitat ukupno dostiže 10.000 stranica. Englesko se izdanje približava broju od 3000.
- lipanj 2005. – 34 jezika uključujući jedan klasični (latinski) i umjetni (Esperanto)
- 4. studenoga 2005. – Engleski Wikicitat ima 5000 stranica.
- travanj 2006. – Francuski je Wikicitat ukinut zbog povrede prava autora.

## Vanjska poveznica
- Hrvatski Wikicitat